# Jean-Baptiste Morin (astròleg)
Jean-Baptiste Morin (francès: Jean-Baptiste Morin de Villefranche)  (Villefranche-sur-Saône, 23 de febrer de 1583 - París, 6 de novembre de 1656) va ser un astròleg i astrònom francès.

## Vida i obra
Morin va néixer a Villefranche-sur-Saône, localitat que va haver d'abandonar el 1605 a causa d'un conflicte de faldilles que li va provocar una ferida greu. A partir de 1605 va gaudir de la protecció del bisbe Guillaume du Vair, cosa que li va permetre estudiar a les universitats d'Ais i d'Avinyó. Després de graduar-se el 1613, va marxar a París, on va treballar pel bisbe de Boulogne, Claude Dormy, qui el va encoratjar en l'estudi de l'astrologia i el va enviar a Hongria a estudiar les mines i els metalls.
A partir de 1621 va estar al servei del duc de Luxemburg i el 1930. amb el favor de la reina regent, Maria de Mèdici i el cardenal Pierre de Bérulle, va ser nomenat professor del Collège de France, càrrec que va mantenir fins a la seva mort el 1656, tot i que els darrers anys de la seva vida va patir un important menysteniment.
Partidari fanàtic del geocentrisme i de l'immobilitat de la Terra, va intentar demostrar-la amb un mètode fonamentat en les posicions de la Lluna.
Morin va ser l'astròleg europeu de més anomenada, en un període en el que aquesta disciplina començava a ser fortament criticada i s'iniciava el seu desprestigi. La seva magna obra, Astrologia Gallica, no va ser publicada fins al 1661, de forma pòstuma gràcies als auspicis de la reina Maria Lluïsa de Polònia, i contenia una teoria innovadora de la astrologia. No és estrany que no trobés editor ja que l'obra tenia unes 900 pàgines en llatí. Hi defensava una teoria de l'astrologia més basada en la probabilitat que en la predeterminació.